# Саване
Саване (груз. სავანე) — село в Грузии, на территории Сачхерского муниципалитета края (мхаре) Имеретия.

## География
Село находится в центральной части Грузии, в междуречье Лашуры и Извары (левые притоки Квирилы), на расстоянии приблизительно 3 километров (по прямой) к востоко-юго-востоку от города Сачхере, административного центра муниципалитета. Абсолютная высота — 561 метр над уровнем моря.

## Население
По результатам официальной переписи населения 2014 года, в Саване проживало 1908 человек (950 мужчин и 958 женщин). В национальной структуре населения грузины составляли 99,8 %.
| Год  | Население, человек |
| ---- | ------------------ |
| 2002 | 2175               |
| 2014 | ↘ 1908             |